# بالكو دارداي
بالكو دارداي (مواليد 24 أبريل 1999) هو لاعب كرة قدم مجري يلعب في مركز خط الوسط في نادي مول فيهيرفار.

## روابط خارجية
- بالكو دارداي على موقع اتحاد المجر (الهنغارية)
- بالكو دارداي على موقع قاعدة بيانات كرة القدم.إي يو (الإنجليزية)
- بالكو دارداي على موقع ناشيونال فوتبول تيمز (الإنجليزية)
- بالكو دارداي على موقع Soccerway.com (الإنجليزية)
- بالكو دارداي على موقع عالم كرة القدم.نت (الإنجليزية)